# Теодор Гаґ
Теодор Гаґ (нім. Theodor Haag, 13 березня 1901 — 28 серпня 1956) — німецький хокеїст на траві.
Бронзовий призер Олімпійських Ігор 1928 року.